# Origem do Livro de Mórmon

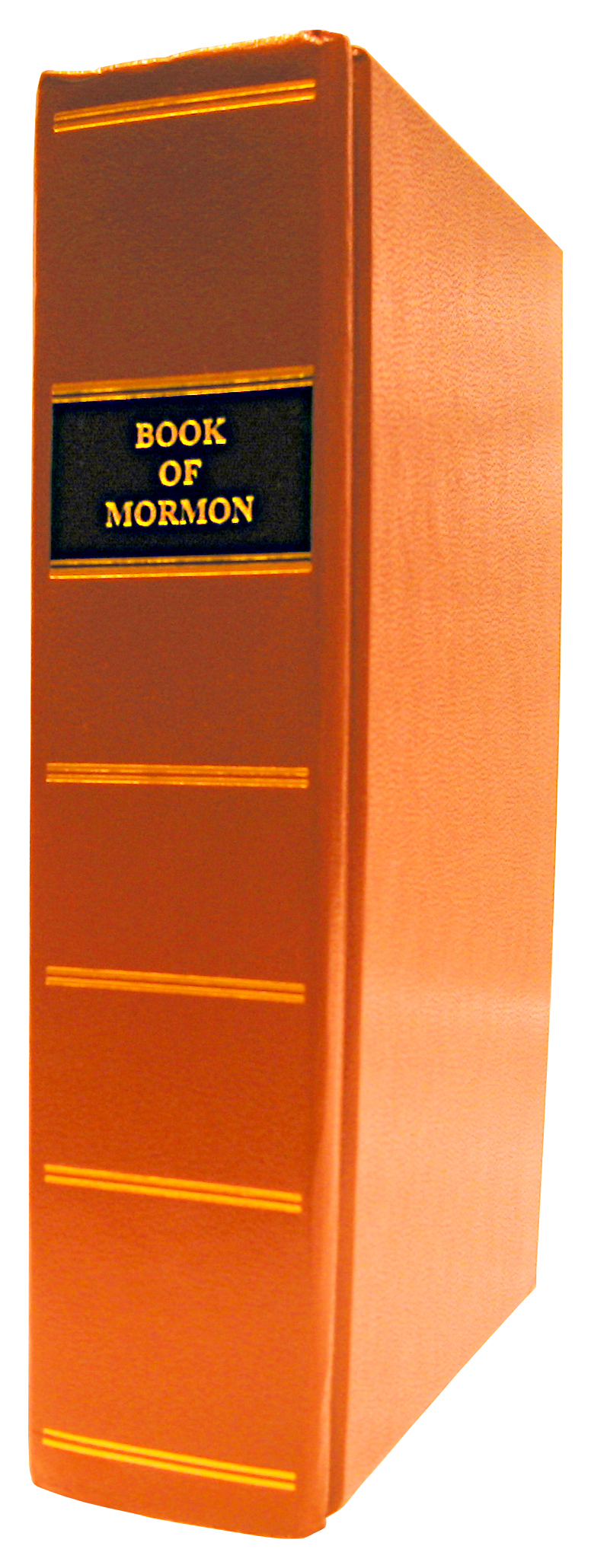
Fac-símile da primeira edição do Livro de Mórmon de 1830.

A Origem do Livro de Mormon, é baseada na fé ou envolta em várias teorias havendo adeptos dos dois lados, uns a defender a sua autenticidade de que seja realmente um testamento de Jesus Cristo o filho do Deus de Israel e outros não crêem que Joseph Smith tenha sido chamado por Deus .

## História
Existem várias teorias quanto à verdadeira origem do Livro de Mórmon. A maioria dos seguidores do movimento dos Santos dos Últimos Dias lêem o livro como uma obra inspirada das escrituras. A teoria mais comum aceite pelos adeptos é a que é promovida por Joseph Smith, Jr. que traduziu o trabalho de um antigo conjunto de placas de ouro inscritas pelos profetas, descobertas perto da sua casa no oeste de Nova York na cidade de Palmyra, em 1820, após o anjo Moroni, um personagem do Livro de Mórmon lhe ter dito onde estas se encontravam. Além de Smith, há mais 11 testemunhas que disseram que viram as placas fisicamente, três delas alegam também terem sido visitadas por um anjo, em 1829. Existem também muitas outras testemunhas, algumas delas eram amigos de Smith, outras não, que o observaram a ditar o texto que consequentemente se tornou o Livro de Mórmon.
No entanto, os detractores do Livro de Mormon, têm explorado uma série de questões, incluindo se realmente Joseph Smith tinha as ditas placas de ouro, ou se o texto do Livro de Mórmon teve origem apenas na sua inspiração. Se foi Smith quem escreveu o texto do livro, ou se foi um associado de Smith, como Oliver Cowdery ou Sidney Rigdon a escrever o texto.

## Síntese das teorias
Existem diferentes opiniões sobre a origem do Livro de Mórmon.
1. Joseph Smith traduziu por sua própria conta um antigo registo compilado e abreviada por Mórmon, um residente pré-colombiano do Hemisfério Ocidental que registou a história espiritual das gerações do seu povo e os ensinamentos dos seus antepassados, os hebreus.
2. Joseph Smith como único autor, sem ajuda externa. Esta teoria pressupõem que Smith tinha uma formação elevada e era inteligente o suficiente para ter produzido o livro da sua própria imaginação, apesar de à altura não ter mais do que a terceira classe. Uma linha de pensamento proposta por vários autores é a de que o Livro de Mórmon é uma "fonte primária" reflectindo eventos da vida de Smith.[1] Em seu estudo de 1921 da veracidade do Livro de Mórmon, publicado em 1985 como "Studies of the Book of Mormon", Elder B.H. Roberts do Quórum dos Setenta, Historiador Assistente de A Igreja de Jesus Cristo dos Santos dos Últimos Dias de 1902 até 1933, alega que Joseph Smith tinha a inteligência, criatividade e capacidade para escrever o Livro de Mórmon. "Um outro assunto deve ser considerado nesta divisão ... a saber: Joseph Smith possuía uma imaginação suficientemente vívida e criativa para produzir uma obra como o Livro de Mórmon a partir de materiais indicados nos capítulos anteriores. Que tal poder de imaginação teria que ser de alta ordem, é concedido; que Joseph Smith possuía tal dom da mente, não há dúvida..."[2]
3. Joseph Smith como um plagiador de contemporâneos. Existem duas principais teorias representativas deste ponto de vista: o ponto de vista do plágio de "View of the Hebrews"[3] e da teoria Spalding-Rigdon.[4]
4. Um dos amigos de Smith como a autor mas que permitiu a Smith ficar com o crédito.
5. A obra é uma narrativa de inspiração divina, independentemente da sua realidade históricas (isto é: "ficção inspirada").[5]
6. O trabalho não é uma narrativa de inspiração divina. Esta teoria é apoiada por muitas igrejas cristãs, desde o surgimento do Livro de Mórmon.
7. O livro foi escrito por Joseph Smith, através de um processo conhecido como "escrita automática".[6]

## Joseph Smith e a autoria do Livro de Mórmon

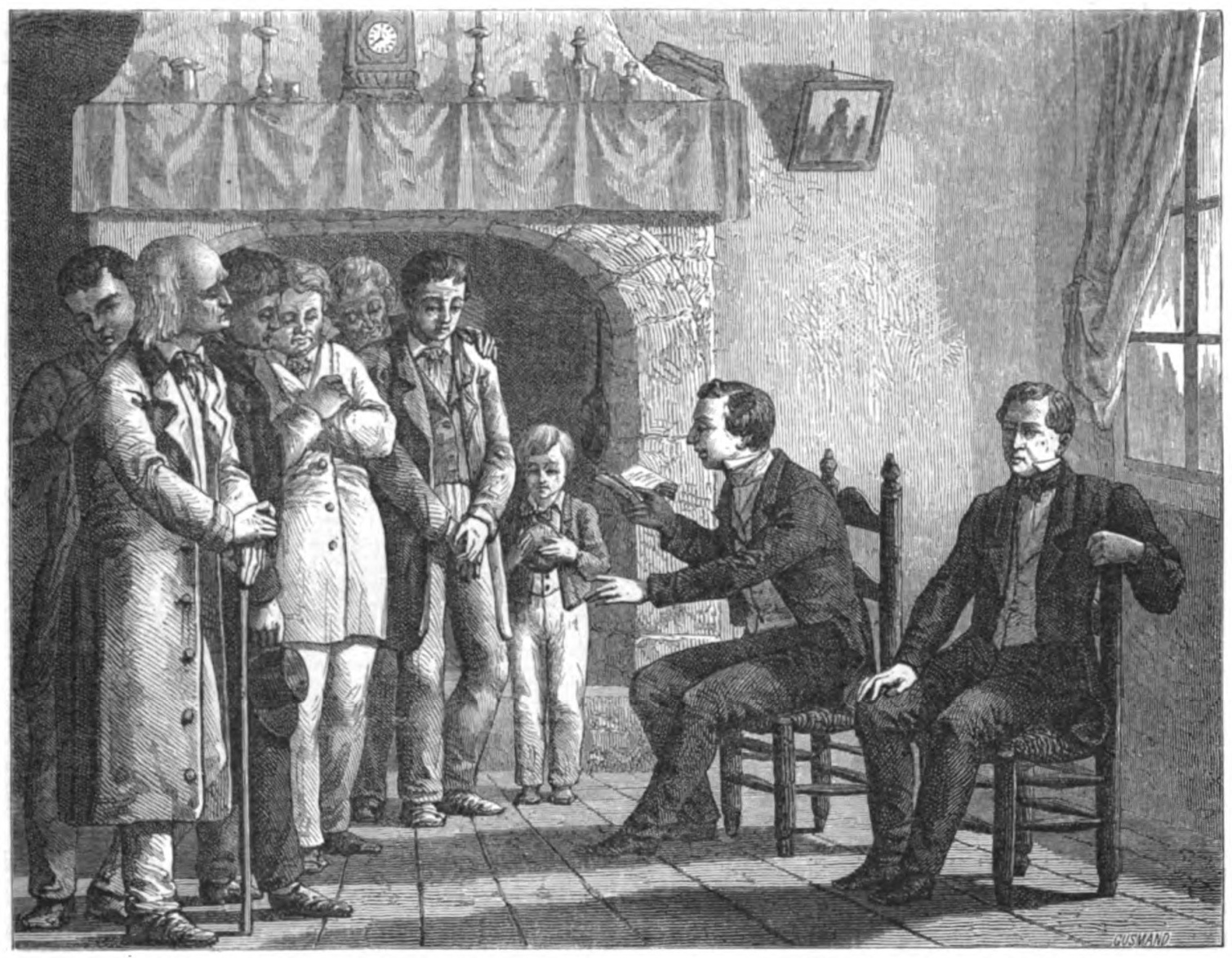
Joseph Smith lendo o Livro de Mórmon aos primeiros seguidores da Igreja de Jesus Cristo dos Santos dos Últimos Dias.

De acordo com Joseph Smith e os seus associados, o registo original foi gravado em folhas de metal finas e maleável, com a aparência de ouro e ligadas com três anéis em uma ponta. As folhas foram gravadas em ambos os lados com grande habilidade. De acordo com a descrição apresentada no livro, é um resumo dos anteriores registos feitos por Mórmon e seu filho, Moroni, à cerca de 400 AD. No termo do ministério de Moroni (cerca de 421 AD), ele escondeu as placas, juntamente com vários outros itens em uma caixa de pedra em uma colina (agora chamada de monte Cumorah), perto de Palmyra, Nova York.
A 22 de setembro de 1823, Joseph Smith afirmou que ele tinha sido encaminhado por Deus através do anjo Moroni para o lugar onde as placas foram armazenadas. Ele não foi imediatamente autorizada a levá-las porque os seus pensamentos revelavam que a sua intenção era usá-las para obter dividendos para si e para a sua família, mas, após quatro anos de encontros com o anjo e de ser instruído por ele, as placas foram-lhe finalmente confiadas. Através do poder de Deus e do Urim e Tumim, antigas pedras de adivinhação escondidas junto com as placas, ele foi capaz de traduzir os caracteres para Inglês que, segundo o Livro de Mórmon, eram semelhantes ao egípcio de 600 AC, com influência hebraica.
Joseph Smith afirmou que lhe fora ordenado que mostrasse as placas a apenas algumas pessoas. Os relatos destes indivíduos estão escritos no inicio do Livro de Mórmon como o testemunho das "Três Testemunhas" e o testemunho das "Oito testemunhas".
Além disso, Joseph Smith ensinou, e a maioria dos mórmons acreditam, que a proveniência do Livro de Mórmon foi profetizado pelas escrituras bíblicas. Essas interpretações são largamente contestada pelos seguidores de outras religiões.
As placas douradas eram comummente referida como a "Bíblia de Ouro", especialmente por não-mórmons, embora alguns membros também usassem o termo em descrições antigas. O rótulo "Bíblia de Ouro" na verdade é anterior ao Livro de Mórmon, tal como descrito numa lenda no Canadá e no norte do estado de Nova York sobre esse suposto artefacto, na altura em que Joseph Smith passava a sua juventude em Vermont.

## Suposto plágio
Os detractores do Livro de Mormon, afirmam que Joseph Smith fabricou o Livro de Mórmon e que este não é de inspiração divina. Estes detractores citam especificamente quatro livros que Joseph Smith poderia ter utilizado para criar os versos do Livro de Mórmon:
- "View of the Hebrews", escrito por Ethan Smith (não tem nenhum parentesco com Joseph Smith) e publicado pela primeira vez 1823, sete anos antes do Livro de Mórmon.
- "The Wonders of Nature", escrito por Josiah Priest, publicado em 1826, cinco anos antes do Livro de Mórmon.
- A versão autorizada da "Bíblia" a Bíblia KJV.
- Os "Evangelhos Apócrifos".

### Plágio de "View of the Hebrews"
Os detractores do Livro de Mormon, afirmam que Smith baseia várias passagens do Livro de Mórmon em material que se encontra no livro "View of the Hebrews", publicado em 1823 por Ethan Smith. Ethan Smith era o ministro da Igreja Congregacionalista de Poultney, Vermont, onde Oliver Cowdery, primo segundo de Joseph Smith, e sua família moravam. Cowdery não deixou a cidade até depois da publicação de View of the Hebrews em 1823. Cowdery foi um dos escrivões do Livro de Mórmon em 1829, um apóstolo e um dos Três Testemunhas das placas de ouro.
Exemplos de versos supostamente plagiados:
| View of the Hebrews by Ethan Smith (edição de 1825) | Livro de Mórmon (1830) |
| "[T]hose far distant savages have (as have all other tribes) their Great Spirit, who made everything" (p. 103)                                                                              | "Believest thou that this Great Spirit which is God, created all things … And he saith, Yea, I believe that he created all things" (Alma 18:28-29) |
| "[T]he places … are noted; among which are 'the isles of the sea'". (p. 232-233) | "[W]e have been led to a better land, … [W]e are upon an isle of the sea" (2 Nephi 10:20)                                                          |
| " 'I will hiss for them' God is represented as hissing for a people. … [To] behold the banner of salvation now erected for his ancient people.... This standard of salvation." (p. 241-242) | "[M]y words shall hiss forth unto the ends of the earth, for a standard unto my people, which are of the House of Israel." (2 Nephi 29:2)          |
| "And it shall come to pass in that day that the Lord shall set his hand again, the second time, together the remnant of his people" (p. 56)                                                 | "[A]nd the Lord will set his hand again the second time to restore his people from their lost and fallen state" (2 Nephi 25:17)                    |

Elder B.H. Roberts do Quórum dos Setenta, em seu estudo de 1921, teorizou que View of the Hebrews poderia ser uma influência para o Livro de Mórmon. "À luz desta evidência, não pode haver dúvida quanto à posse de uma imaginação vividamente forte e criativa de Joseph Smith, o Profeta, uma imaginação, poderia com razão ser exortada, que, dadas as sugestões que podem ser encontradas em o 'conhecimento comum' das antiguidades americanas aceitas da época, complementado por tal obra, como View of the Hebrews de Ethan Smith, possibilitaria a ele criar um livro como o Livro de Mórmon."
Em seu estudo, Elder Roberts notou paralelos entre a história de View of the Hebrews e do Livro de Mórmon.
| Paralelos                                                  | View of the Hebrews | Livro de Mórmon |
| Hebreus deixam o Velho Mundo e viajam para o Novo Mundo    | ✓                   | ✓               |
| Destruição de Jerusalém                                    | ✓                   | ✓               |
| Dispersão de Israel                                        | ✓                   | ✓               |
| Cita capítulos inteiros de Isaías                          | ✓                   | ✓               |
| Terras das Américas não são habitadas                      | ✓                   | ✓               |
| Uso de uma forma da língua egípcia                         | ✓                   | ✓               |
| Peitoral, Urim e Tumim                                     | ✓                   | ✓               |
| Hebreu é a linguagem original dos índios americanos        | ✓                   | ✓               |
| Hebreus são os principais ancestrais dos índios americanos | ✓                   | ✓               |
| Bem e mal são oposição necessária                          | ✓                   | ✓               |
| Poligamia é condenada                                      | ✓                   | ✓               |
| Messias visita as Américas                                 | ✓                   | ✓               |
| Hebreus se dividam em duas classes, civilizados e bárbaros | ✓                   | ✓               |
| Governo muda de monarquia para república                   | ✓                   | ✓               |
| A civilização bárbara extermina a civilizada               | ✓                   | ✓               |

### Plágio de "The Wonders of Nature"
Os detractores do Livro de Mormon, afirmam que Smith baseia várias passagens do Livro de Mórmon em material que se encontra no livro "The Wonders of Nature", publicado em 1825 por Josiah Priest.
Exemplos de versos supostamente plagiados
| The Wonders of Nature by Josiah Priest (1825) | Livro de Mórmon (1830) |
| "a narrow neck of land is interposed betwixt two vast oceans" (p. 598) | "the narrow neck of land, by the place where the sea divides the land" (Ether 10:20) |
| "From whence no traveller returns" (p. 469) | "from whence no traveller can return" (2 Nephi 1:14) |
| "Darkness which may be felt.... vapours … so thick as to prevent the rays of the sun from penetrating an extraordinary thick mist. … no artificial light could be procured … vapours would prevent lamps, etc. from burning. … [T]he darkness lasted for three days." (p. 524) | "[They] could feel the vapour of darkness, and there could be no light … neither candles, neither torches, … neither the sun … for so great were the mists of darkness … [I]t did last for the space of three days." (3 Nephi 8:20-23) |

### Plágio dos "Evangelhos Apócrifos"
Os detractores do Livro de Mormon, afirmam que Smith baseia várias passagens do Livro de Mórmon em material que se encontra no livro Apocrypha (Evangelhos Apócrifos), incluindo o nome importante "Néfi".
Exemplos de versos supostamente plagiados
| Apocrypha | Livro de Mórmon (1830) |
| "We will assay to abridge in one volume.... labouring to follow the rules of an abridgment.... But to use brevity … is to be granted to him that will make an abridgement." (II Macabeus 2:25-31)               | "I make an abridgement of the record … after I have abridged the record.... I had made an abridgement from the plates of Nephi.... I write a small abridgement." (1 Nephi 1:17, Words of Mormon 3, 5:9) |
| "They commanded that this writing should be put in tables of brass, and that they should be set … in a conspicuous place; Also that the copies thereof should be laid up in the treasury" (I Macabeus 14:48-49) | "And I commanded him … that he should go with me into the treasury … I also spake unto him that I should carry the engravings, which were upon the plates of brass" (1 Nephi 4:20,24)                   |
| "Then the king, in closing the place, made it holy … many men call it Nephi". (II Macabeus 1:34,36) | "And my people would that we should call the name of the place Nephi; wherefore we did call it Nephi". (2 Nephi 5:8)                                                                                    |
| "And it came to pass … I dreamed a dream by night" (II Esdras 15:1) | "And it came to pass … Behold, I have dreamed a dream" (1 Nephi 8:2) |

### Plágio da Bíblia KJV
Os detractores do Livro de Mormon, afirmam que Smith baseia várias passagens do Livro de Mórmon em material que se encontra na "Bíblia KJV".
Exemplos de versos supostamente plagiados:
| King James Bible | Livro de Mórmon (1830) |
| "For, behold, the day cometh, that shall burn as an oven; and all the proud, yea, and all that do wickedly, shall be stubble: and the day that cometh shall burn them up" (Malaquias 4:1) | "For behold, saith the prophet, … the day soon cometh that all the proud and they who do wickedly shall be as stubble; and the day cometh that they must be burned" (1 Nephi 22:15) |
| "[T]he axe is laid unto the root of the trees; therefore every tree which bringeth not forth good fruit is hewn down, and cast into the fire" (Mateus 3:10)                               | "[T]he ax is laid at the root of the tree; therefore every tree that bringeth not forth good fruit shall be hewn down and cast into the fire" (Alma 5:52)                           |
| "[B]e steadfast and immovable, always abounding in good works" (I Coríntios 15:58) | "[B]e ye steadfast, unmoveable, always abounding in the work of the Lord" (Mosiah 5:15)                                                                                             |

## A teoria Spaulding-Rigdon
Em 1834, E.D. Howe, no seu livro "Mormonism Unvailed" apresenta uma teoria em que afirma que Smith plagiou material do manuscrito inédito de um romance de Solomon Spalding. Howe tinha o manuscrito em sua posse no momento da publicação. A história de Spaulding, intitulada "Manuscrito Encontrado", gira à volta de um grupo de marinheiro romanos que navegaram até ao Novo Mundo à volta de dois mil anos atrás. Os detractores do Livro de Mormon especularam que Joseph Smith teve acesso ao manuscrito original que foi perdido logo após a publicação de "Mormonism Unvailed"  e que ele plagiou o manuscrito para escrever o Livro de Mórmon. O único manuscrito conhecido foi redescoberto em 1884 e encontra-se presentemente no Oberlin College, em Ohio. Assim que o manuscrito foi disponibilizado para estudo, a maioria dos detractores descartou essa teoria, porque os supostos paralelismos que se supunha que existiam consistia em apenas alguns detalhes: navegação marítima intercontinental, a existência (e a utilização) de pedras adivinhatórias, a descoberta de escritos antigos sob uma pedra. A maioria das outras suposta semelhanças, a atestar pelas várias testemunhas, em declarações recolhidas pelo Doutor Philastus Hurlbut, foi demonstrada ser falsa. O autor Fawn Brodie expressou desconfiança em relação a estas declarações, afirmando que o estilo das declarações foi muito semelhante e exibiam demasiada uniformidade. Brodie sugere que Hurlbut fez um encaminhamento às perguntas.

## Opinião da Igreja de Jesus Cristo dos Santos dos Últimos Dias
Aderentes ao Livro de Mórmon, não encontram nos casos de suposto plágio nada de preocupante pelo contrário, consideram que as semelhanças são provas da autenticidade do Livro de Mórmon e que Deus revela de forma semelhante, inclusive os mesmos ensinamentos, a todas as pessoas, tal como afirma a Bíblia, Ele é "o mesmo ontem, hoje, e para sempre" (Hebreus 13:8, Kjv), as semelhanças completam a profecia de "na boca de duas ou três testemunhas cada palavra será estabelecida"(2 Coríntios 13:1, Kjv).
O Presidente da Igreja de Jesus Cristo dos Santos dos Últimos Dias, Spencer W. Kimball declarou ainda, "Os profetas dizem as mesmas coisas, porque enfrentam basicamente os mesmos problemas." "[Por exemplo ,] …os avisos devem ser repetida. Só porque uma verdade é repetida, não a torna menos importante ou verdadeira. De fato, o oposto é verdadeiro."
Na Conferência Geral de abril de 2020, Elder Ulisses Soares redefinou a tradução do Livro de Mórmon como revelação. "O processo de tradução do Livro de Mórmon também foi um milagre. Esse antigo registro sagrado não foi 'traduzido' da forma convencional como os intelectuais traduziriam textos antigos, por meio do aprendizado de um idioma arcaico. Precisamos olhar para o processo como uma 'revelação', com o auxílio de instrumentos tangíveis disponibilizados pelo Senhor, em contraste com uma tradução feita por alguém que possua o conhecimento de idiomas."  Críticos do Livro de Mórmon contendam que a Igreja está começando a referir ao Livro de Mórmon como uma revelação e não como uma tradução para evitar debates sobre a historicidade do livro.